# Schuldbelijdenis

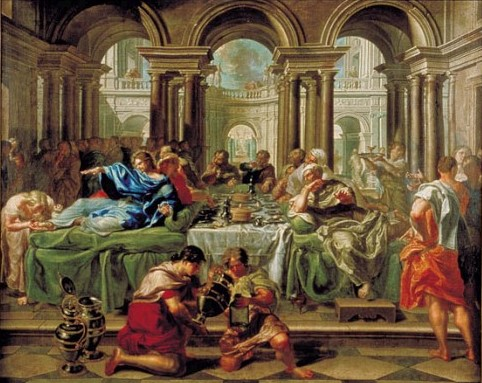
De zeven sacramenten: de biecht, Abraham Godijn, 1723-1725

Een schuldbelijdenis of confessie van zonden is een erkentenis dat men iets gedaan heeft wat men niet had behoren te doen.
De termen schuldbelijdenis en confessie van zonden zijn religieuze of ethische begrippen.
Als het om iets gaat dat bij de wet verboden is, wordt dit meestal een bekentenis genoemd.

## Persoonlijke schuldbelijdenis
De confessie van zonden is een integraal deel van het christelijke geloof en de praktijk. De betekenis is: toegeven schuldig te zijn of zonden begaan te hebben. De belijdenis van zijn zonden, of op zijn minst van zijn schuld, wordt door de meeste kerken gezien als eerste vereiste voor het christen-zijn.

### Rooms-Katholieke Kerk
Het katholieke sacrament van confessie, of verzoening of biecht, impliceert het toegeven, uiterlijk en mondeling, van zijn of haar zonden aan een priester en het ontvangen van penitentie (een taak om na kwijtschelding of vergiffenis van God te bereiken). De basisvorm van bekentenis is eeuwenlang niet veranderd. Informeel sprekend is de rol van de priester die van een rechter; in theologische termen handelt hij in persona Christi en ontvangt van de Kerk de macht van jurisdictie over de penitent. Een penitent moet ernstige kwesties (doodzonden genoemd) bekennen om niet in de hel te komen.

### Protestantisme
In protestantse kerken gelooft men dat geen tussenpersoon tussen de christen en God noodzakelijk is. De bekentenis van zonden wordt daarom hoofdzakelijk gedaan in de privésfeer, in gebed voor God. Nochtans wordt de bekentenis vaak aangemoedigd wanneer een persoon of God onrecht is aangedaan. De bekentenis wordt dan gemaakt aan de geschade persoon.